# Brachytropisoma giardinae
Brachytropisoma giardinae är en mångfotingart som beskrevs av Filippo Silvestri 1898. Brachytropisoma giardinae ingår i släktet Brachytropisoma, ordningen vinterdubbelfotingar, klassen dubbelfotingar, fylumet leddjur och riket djur. Inga underarter finns listade i Catalogue of Life.